# Pasquale Lugini
Pasquale Lugini (Fiamignano, 20 agosto 1896 – Roma, 10 ottobre 1947) è stato un politico italiano.

## Biografia
Nato a Fiamignano nel Cicolano in Provincia di Rieti,  figlio di Domenico Lugini, medico e storico. Terminato il liceo nel 1913 si trasferì a Roma per iscriversi alla facoltà di medicina. Venne chiamato alle armi nel marzo 1917 e assegnato nel 1918 al Battaglione Universitario di Roma; fu posto in congedo illimitato nel 1919 potendo così tornare agli studi universitari laureandosi in medicina. In quegli anni partecipò alle attività culturali della Capitale aderendo al Fondaco di baldanza, che aveva come punto di riferimento Gabriele D’Annunzio, che apostrofò Lugini definendolo «apostolo infaticabile e taciturno». All’associazione culturale aderirono personaggi come Enrico Fermi, Anton Giulio Bragaglia, Vittorio De Sica, Enrico Del Debbio e altri. 
Non è chiarissimo quando il Lugini aderì al Fascismo; le ricerche storiche portano alla data del 1921 indicata in un rapporto riservato della MVSN risalente al 1930. Esercita la professione di medico a Roma fino al 16 maggio 1934 quando diventa segretario federale del Partito Nazionale Fascista di Rieti, carica che mantiene fino all'8 gennaio 1939. La sua opera viene svolta mantenendo in equilibrio due componenti contrapposte, la prima facente capo al senatore del Regno principe Ludovico Spada Veralli Potenziani e la seconda riferita al conte Valentino Orsolini Cencelli.
Durante gli anni del suo federalato interloquisce con il suo amico architetto Enrico Del Debbio per la costruzione di una serie di edifici pubblici a Rieti che non vedono la luce. Sempre in quegli anni fu costruita la colonia marina di Montesilvano, esempio di arte razionalistica, destinata ad ospitare i bambini reatini durante i soggiorni estivi. Nel 1939 Lugini viene nominato ispettore del Partito Nazionale Fascista ed entra di diritto a far parte della Camera dei Fasci e delle Corporazioni. Come Ispettore viene inviato in Albania dove si trasferisce con la propria famiglia fino al 5 maggio 1943 quando si ritrasferisce a Roma sfuggendo così alle rappresaglie anti italiane scoppiate dopo l'armistizio di Cassibile e l'invasione dell'Albania da parte della Wehrmacht. Durante il periodo in Albania, Lugini si dedicò a sollevare la parte più povera della popolazione albanese dalla fame e dagli stenti, e diventò anche vice presidente della Croce Rossa albanese. Teatro della sua meritoria opera furono Tirana, Cettigne e Budua, dove fu grandissimo il suo impegno per i feriti di guerra. Per tutto questo meritò la medaglia di bronzo al valor militare. 
Dopo la nascita della Repubblica Sociale, vi aderisce, si trasferisce a Como ed è nominato presidente dell'Ente Nazionale Fascista per la Previdenza e Assistenza dei Dipendenti Statali, poi ENPAS, INPDAP e oggi assorbito nell'INPS. Lugini fu una delle ultime persone a vedere Benito Mussolini a Como prima della sua partenza per Dongo. Arrestato dopo la morte di Benito Mussolini, la sua prigionia durò meno di un mese poiché non si era macchiato di alcun crimine. Nel 1946 tornò a Roma ma declinò l'invito a fondare il nuovo partito Movimento Sociale Italiano. Nell'estate 1947 viene chiamato dall'amico Gianni Caproni a dirigere uno stabilimento industriale di produzione di antibiotici da lui impiantato. Il 10 ottobre 1947 di passaggio per Piazza Colonna si imbatte nei tafferugli causati dall'intervento della polizia contro chi assisteva a un comizio di Giorgio Almirante e si sente male; si trascina fino a casa ma la notte il suo cuore si arrende.